# Giulio Terzi di Sant'Agata

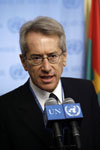
Giulio Terzi di Sant'Agata

Giulio Terzi di Sant'Agata, född 9 juni 1946 i Bergamo, är en italiensk diplomat. Han var Italiens utrikesminister i Mario Montis opolitiska teknokratregering 2011-2013. Han tvingades avgå på grund av hans agerande i en diplomstisk kris med Indien som uppstått efter att italienska soldater dödat indiska fiskare ute till havs i Arabiska sjön. 
Terzi är jurist från Università degli Studi di Milano som sedan 1971 tjänstgjort i italienska utrikesministeriet. Han var FN-ambassadör 2008-2009 och ambassadör i Washington, D.C. 2009-2011.